# Lescuraea chilensis
Lescuraea chilensis är en bladmossart som beskrevs av Theodor Carl Karl Julius Herzog 1954. Lescuraea chilensis ingår i släktet bågmossor, och familjen Leskeaceae. Inga underarter finns listade i Catalogue of Life.